# Савваитский, Михаил Иванович
Михаи́л Ива́нович Савваи́тский (12 (24) октября 1861, Растригино, Гороховецкий уезд, Владимирская губерния, Российская империя — 1932, Москва, СССР) — российский и советский учёный-библиограф; в прошлом — педагог, инспектор Могилевской духовной семинарии, член Учебного комитета при Святейшем Синоде.

## Биография
Родился 12 октября 1861 года в селе Растригино, Гороховецкого уезда Владимирской губернии, в семье диакона.
В 1875 году окончил Муромское духовное училище, а в 1882 году — Владимирскую духовную семинарию.
В 1886 году со степенью кандидата богословия окончил Санкт-Петербургскую духовную Академию и был оставлен при ней профессорским стипендиатом.
С 1887 года трудился в качестве преподавателя основного, догматического, нравственного и обличительного богословия в Холмской духовной семинарии, с 1893 года — инспектором Могилевской духовной семинарии. С 1897 по 1901 годы был ректором Могилёвской духовной семинарии, где преподавал также алгебру, литературу, начальные основания истории философии, дидактику, еврейский язык и др.
С 1901 года был назначен членом Учебного комитета при Святейшем Синоде, правитель дел Комитета. Ученую степень магистра богословия получил за научный труд по древнееврейской истории — «Исход израильтян из Египта» (СПб., 1889).
До 1917 года занимался педагогической деятельностью в учебных заведениях и на педагогических курсах, был почётным членом Петербургской духовной академии, имел чин действительного статского советника, награждён орденами Станислава I степени и Владимира IV степени.
В 1920 был лектором на агитационных курсах при Башкирской дивизии, а с июня 1921 по 1932 годы работал в Институте книговедения: сначала как ученый-библиограф, в 1922 году — заведующий библиографическим отделом библиотеки Института и помощником заведующего архива С. А. Венгерова, в 1923—1924 годы — заведующий библиотекой. После реорганизации Института книговедения в НИИ книговедения при ПБ стал научным сотрудником Института, участвовал в работе секций библиографии и книговедения. Выступал с докладом «Санкт-Петербургские ведомости» в XVIII веке (1727—1801)" (20 апреля 1928) и «Вопросы теории и методологии книговедения в русских книговедческих журналах 1850—1870 гг.» (20 сентября 1929). Участвовал в составлении 6-том. указаниях «Педагогическая библиография» (Л., 1925—26).

### Труды
- Савваитский М. И. Исход израильтян из Египта. — СПб. — 1889), (магистерская диссертация)
- Савваитский М. И. Католическо-протестантское учение об искуплении сравнительно с православным учением о том же предмете. — Почаев. — 1894.